# قائمة مدن وبلدات مونتانا
قائمة مدن ولاية مونتانا في الولايات المتحدة مرتبة حسب عدد السكان.
| مقر المقاطعة عاصمة ومقر المقاطعة |
| —{{{المصدر}}}                    |

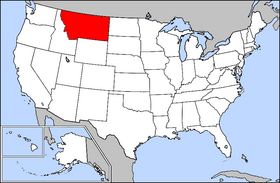
موقع ولاية مونتانا في الولايات المتحدة

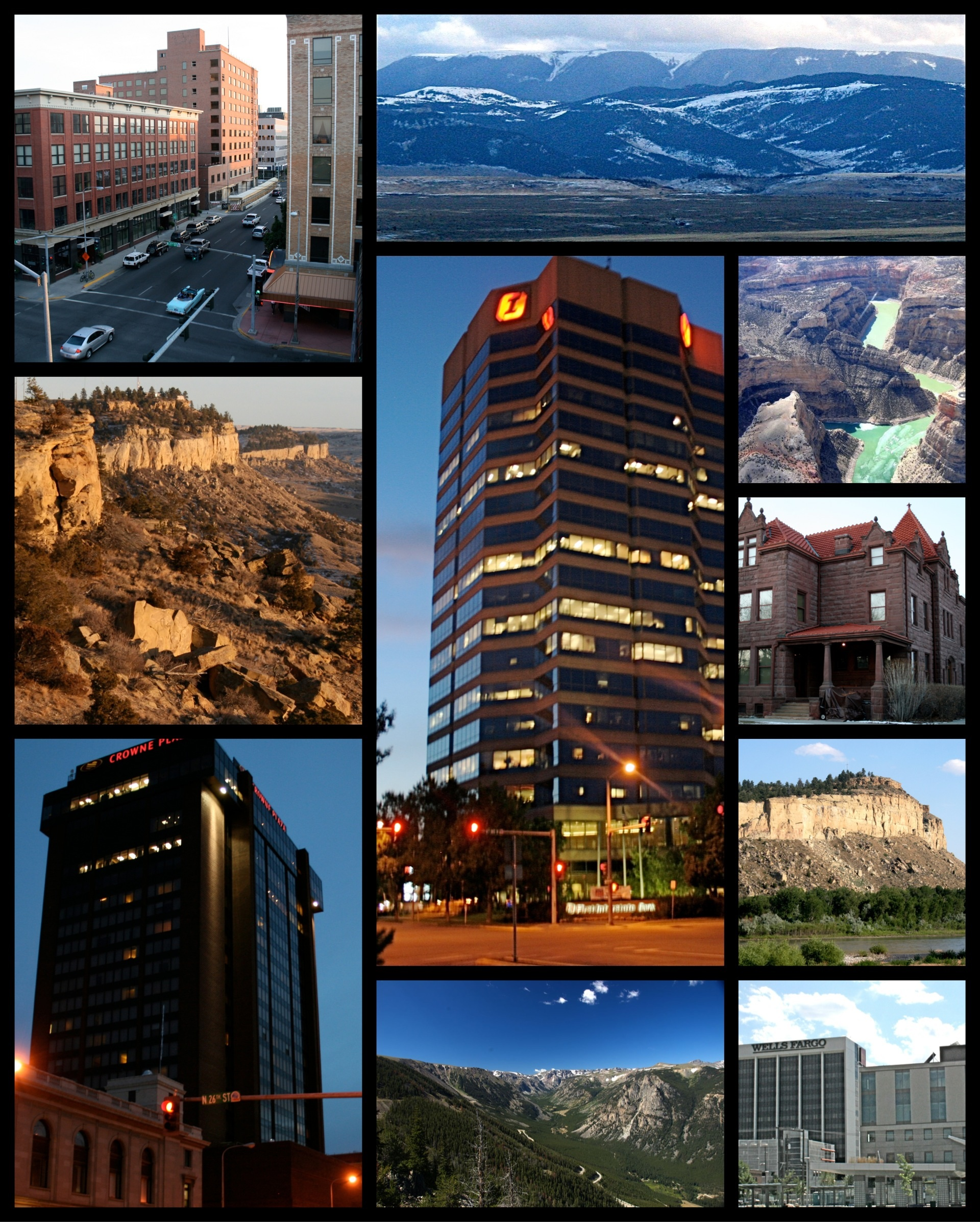
بيلينغز

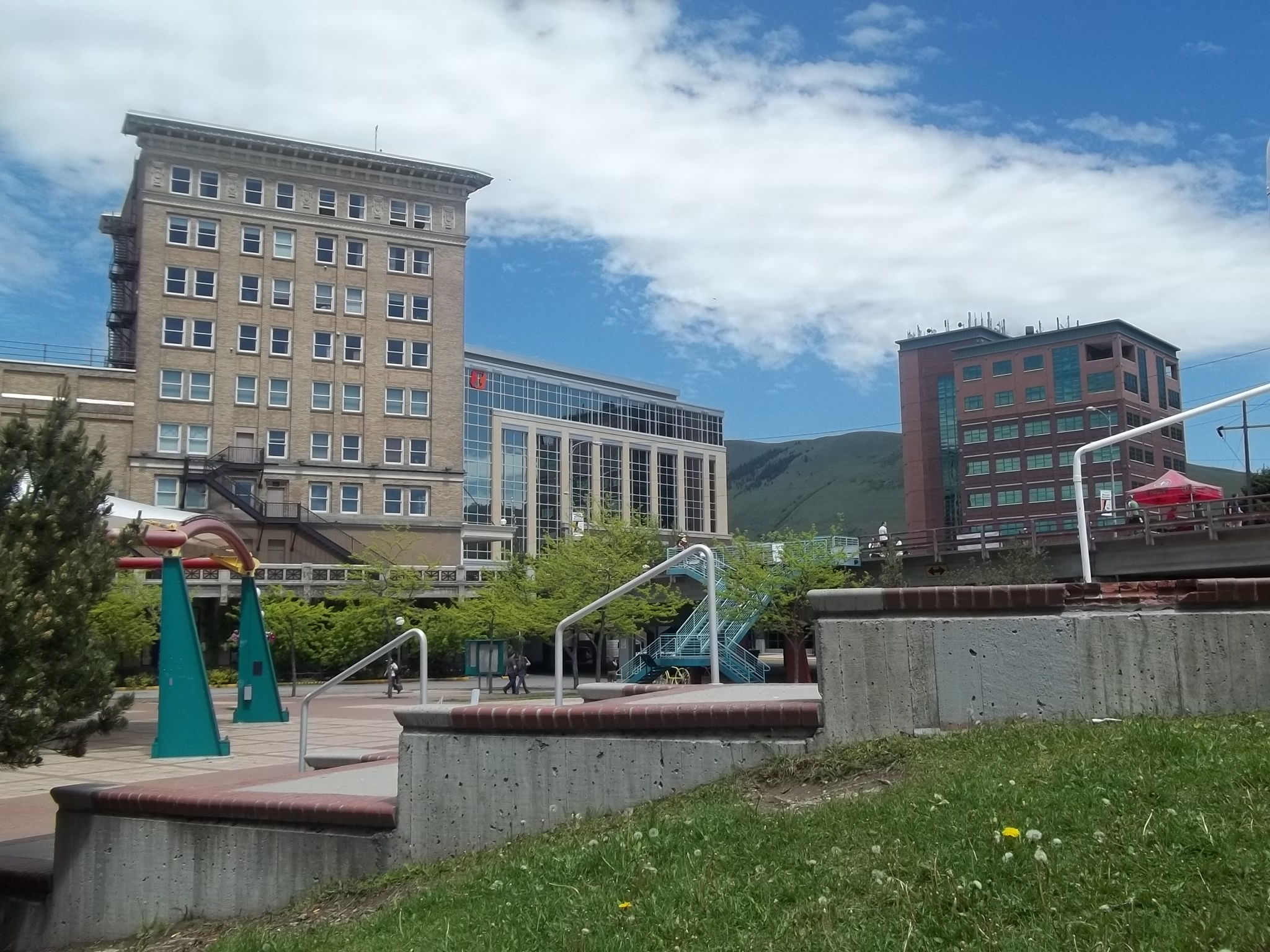
ميسولا

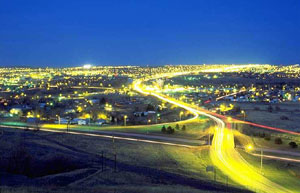
غريت فولز

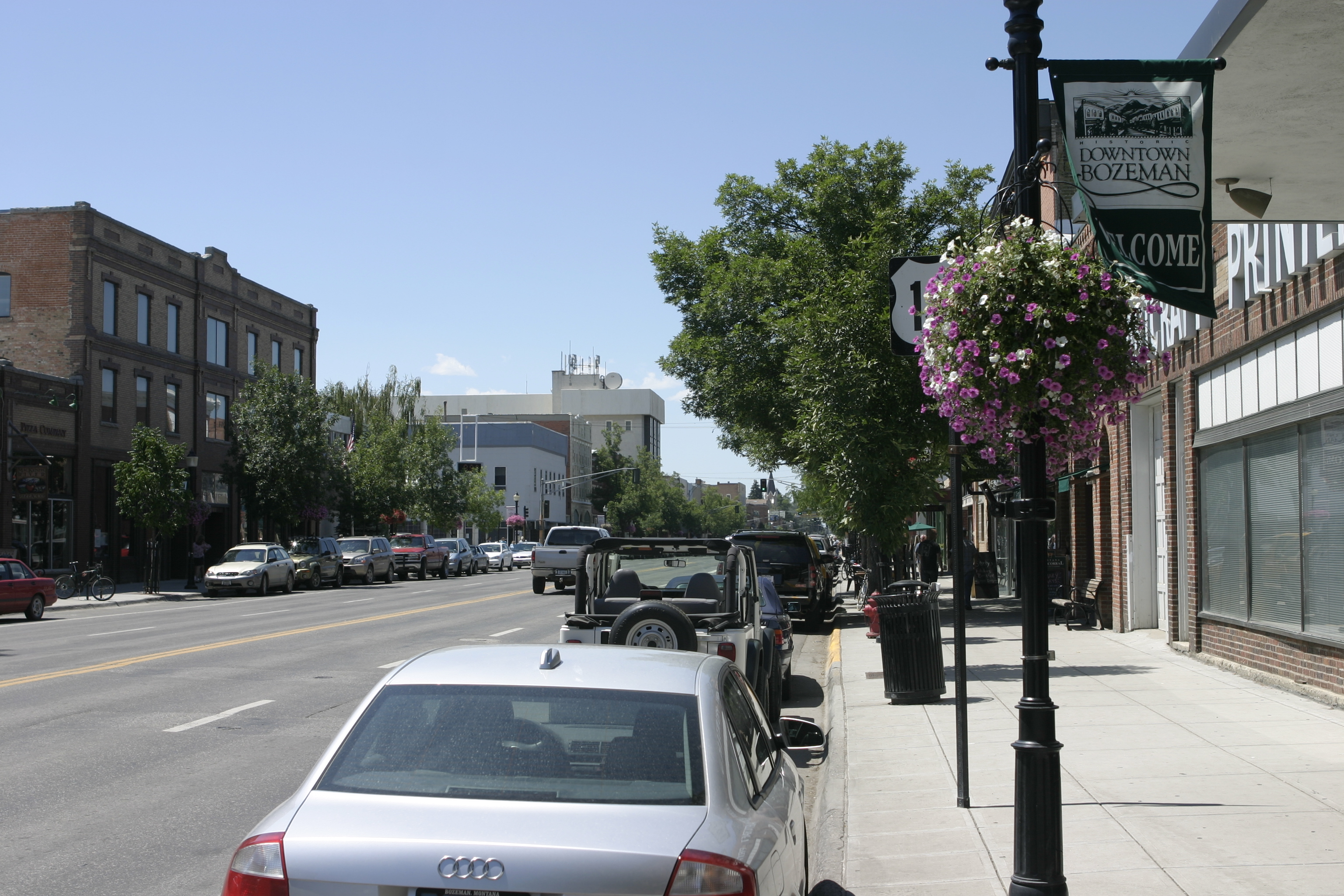
بوزيمان

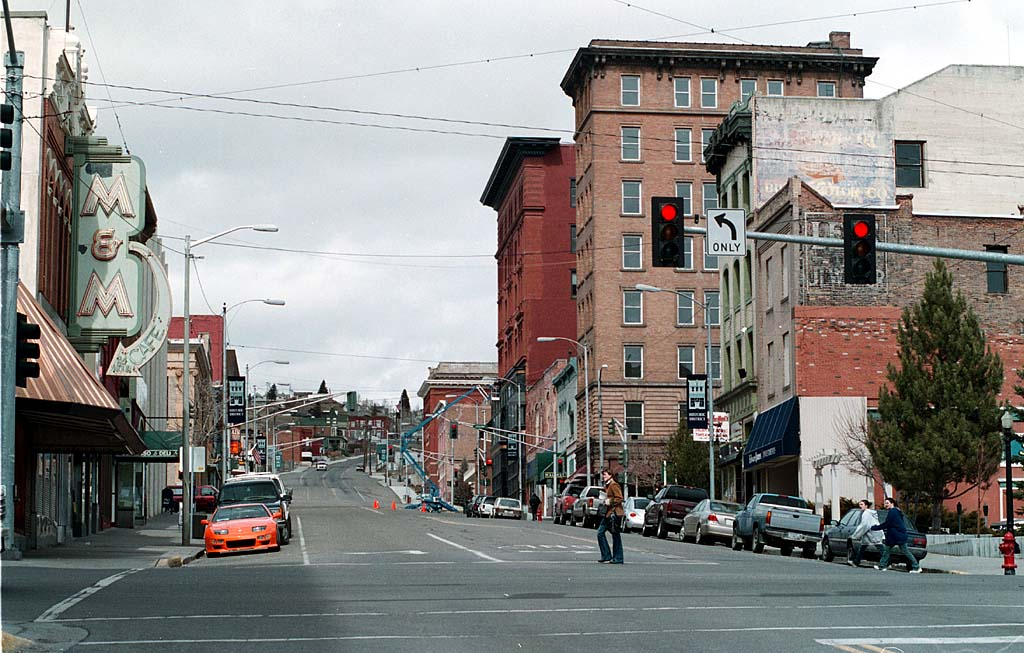
بوتي

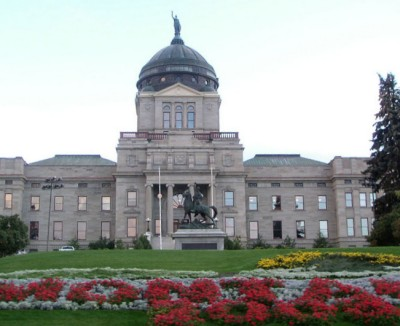
هيلينا، عاصمة ولاية مونتانا

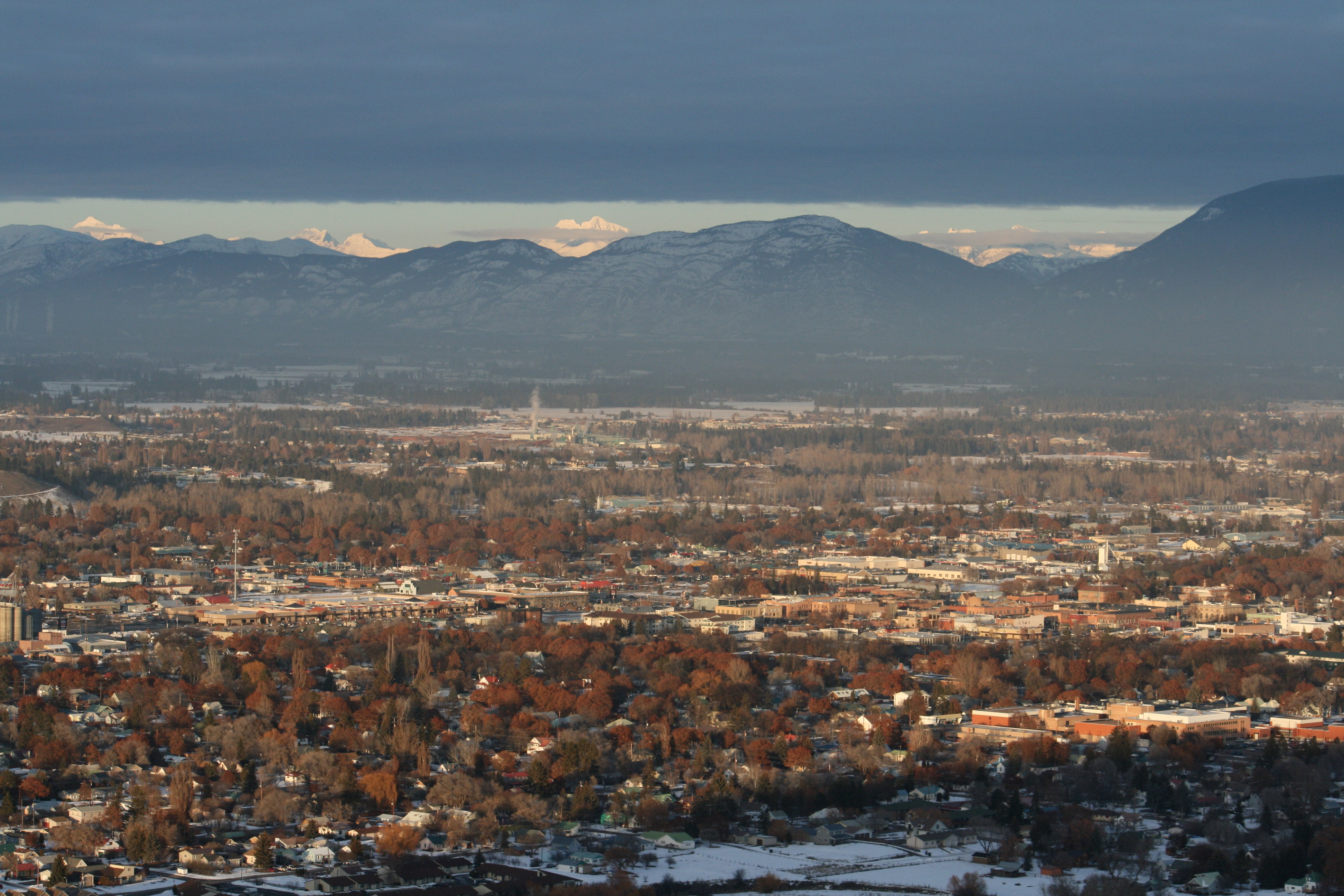
كاليسبيل

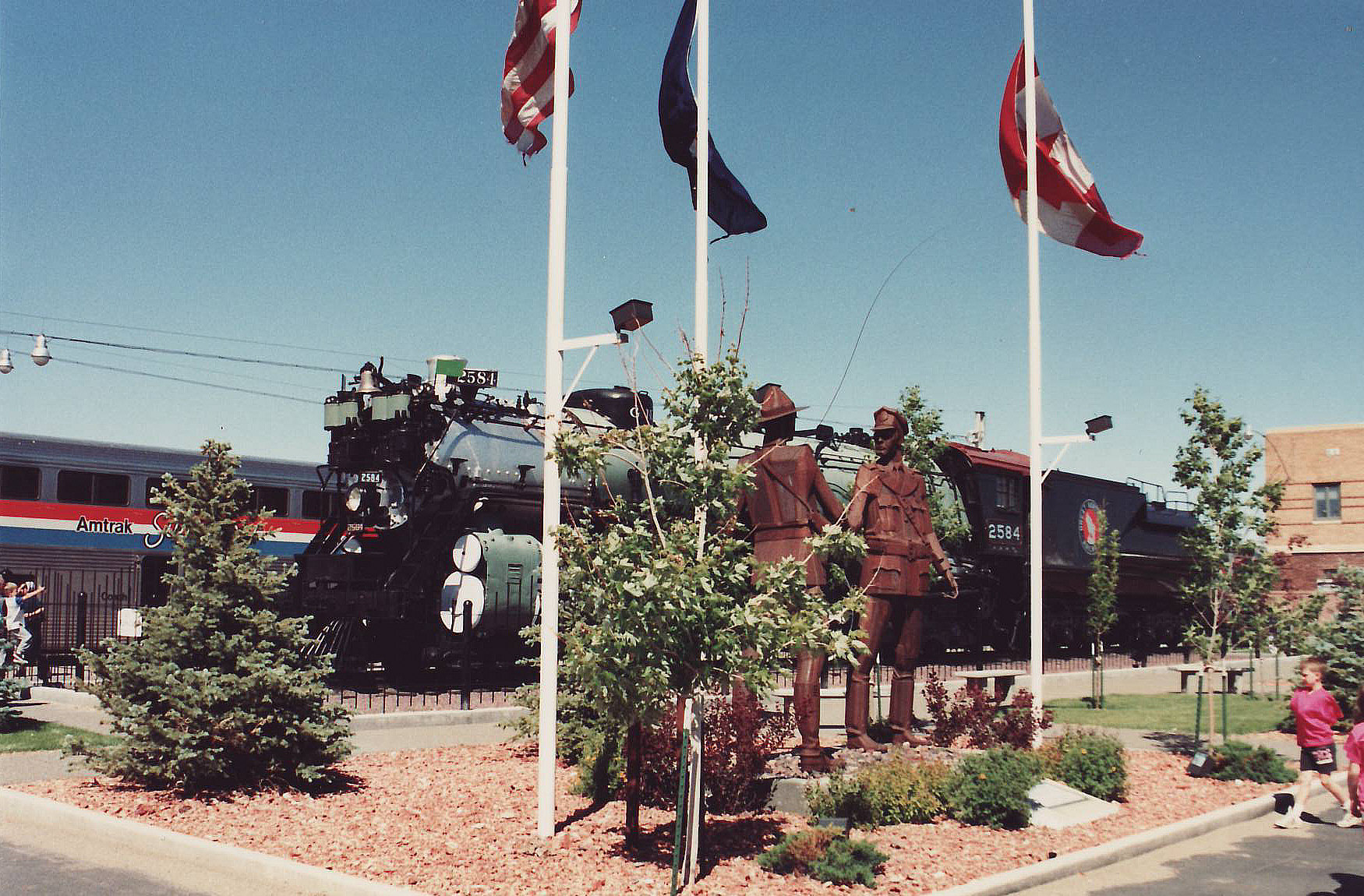
هافري

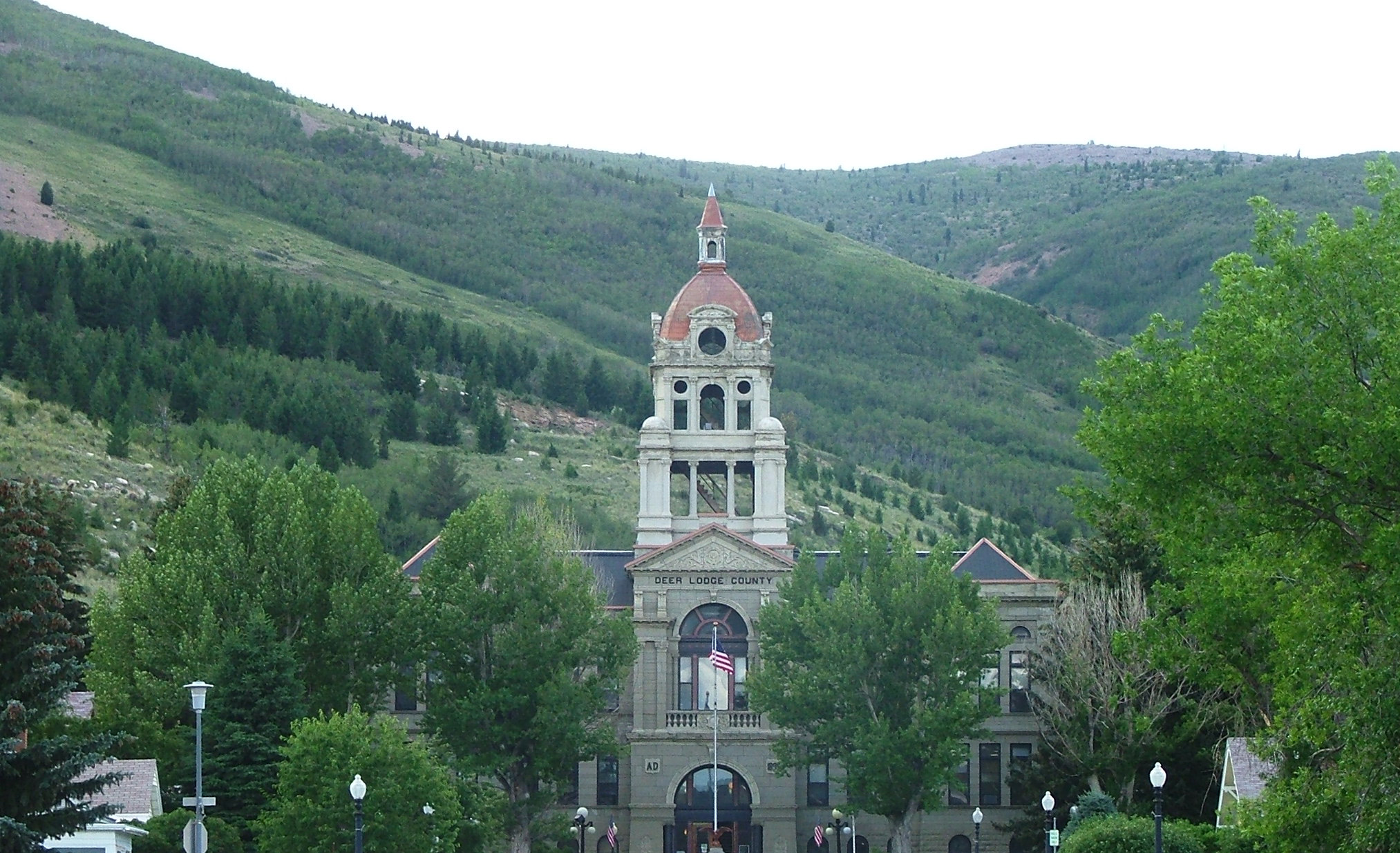
أناكوندا

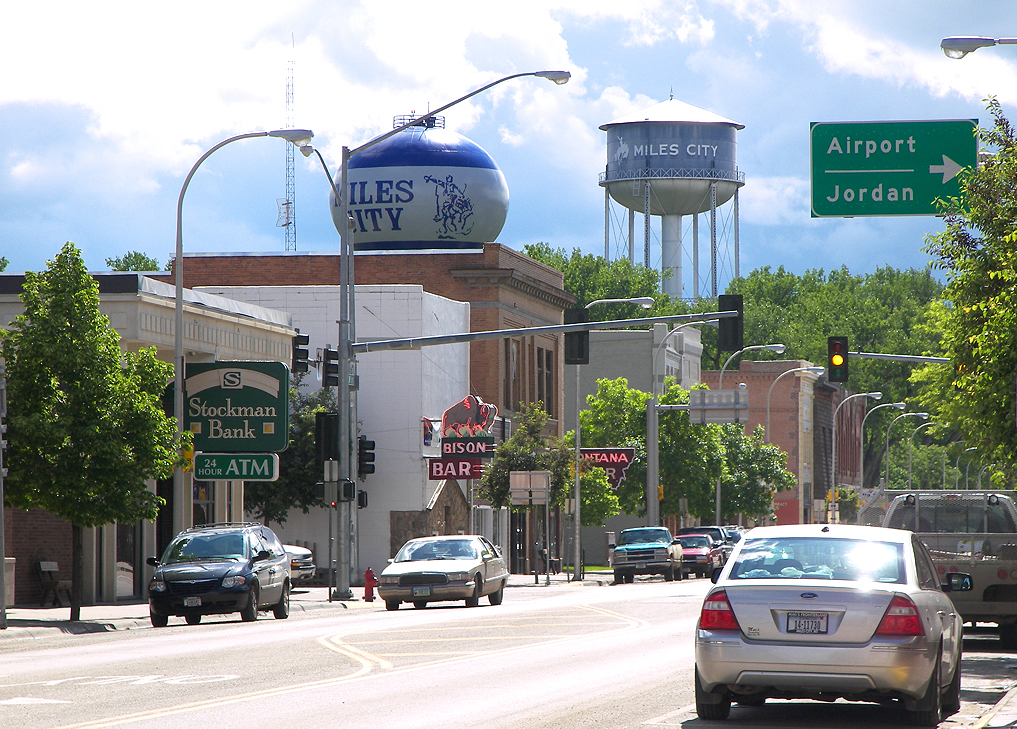
مايلز سيتي

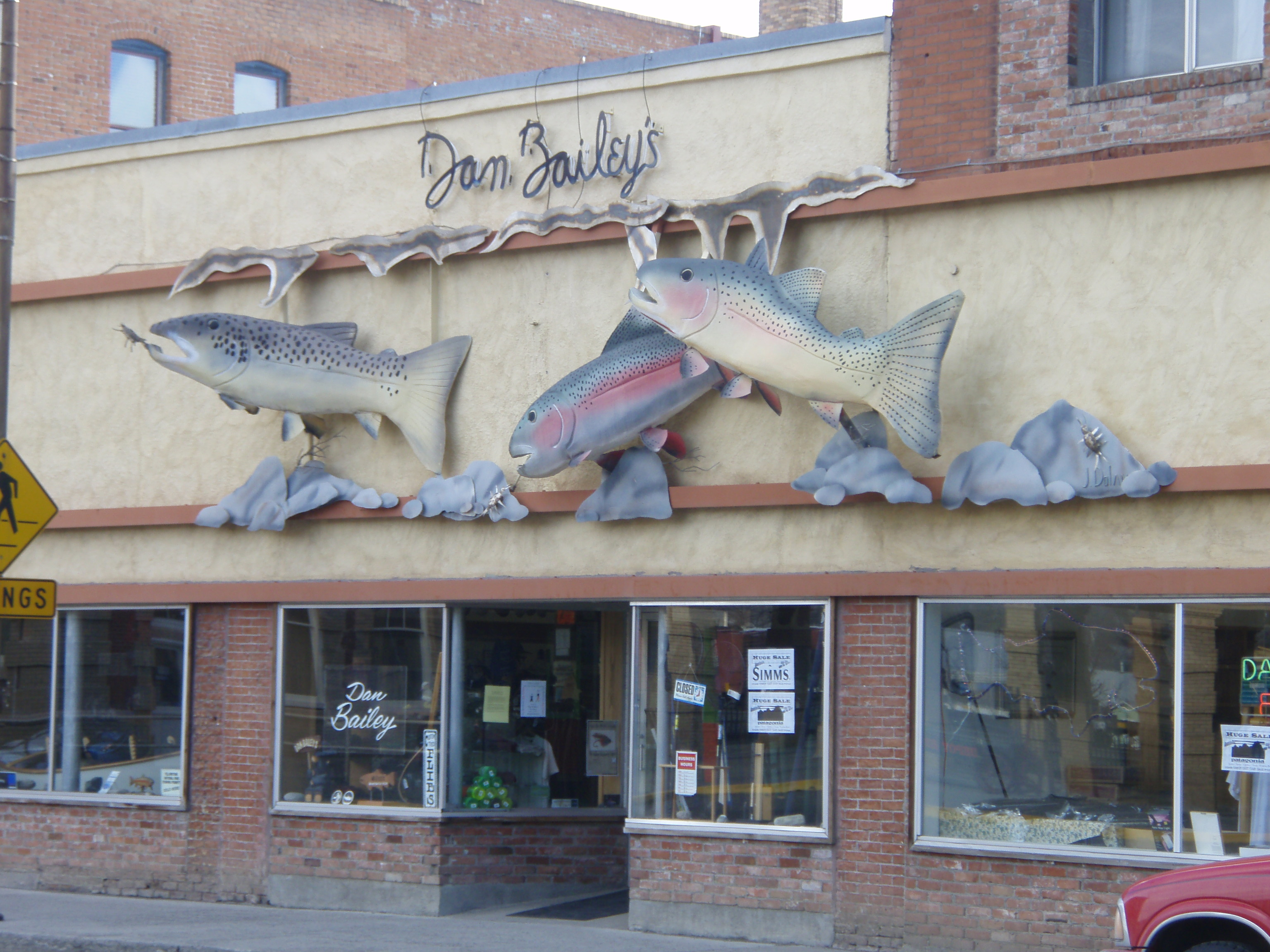
ليفينغستون

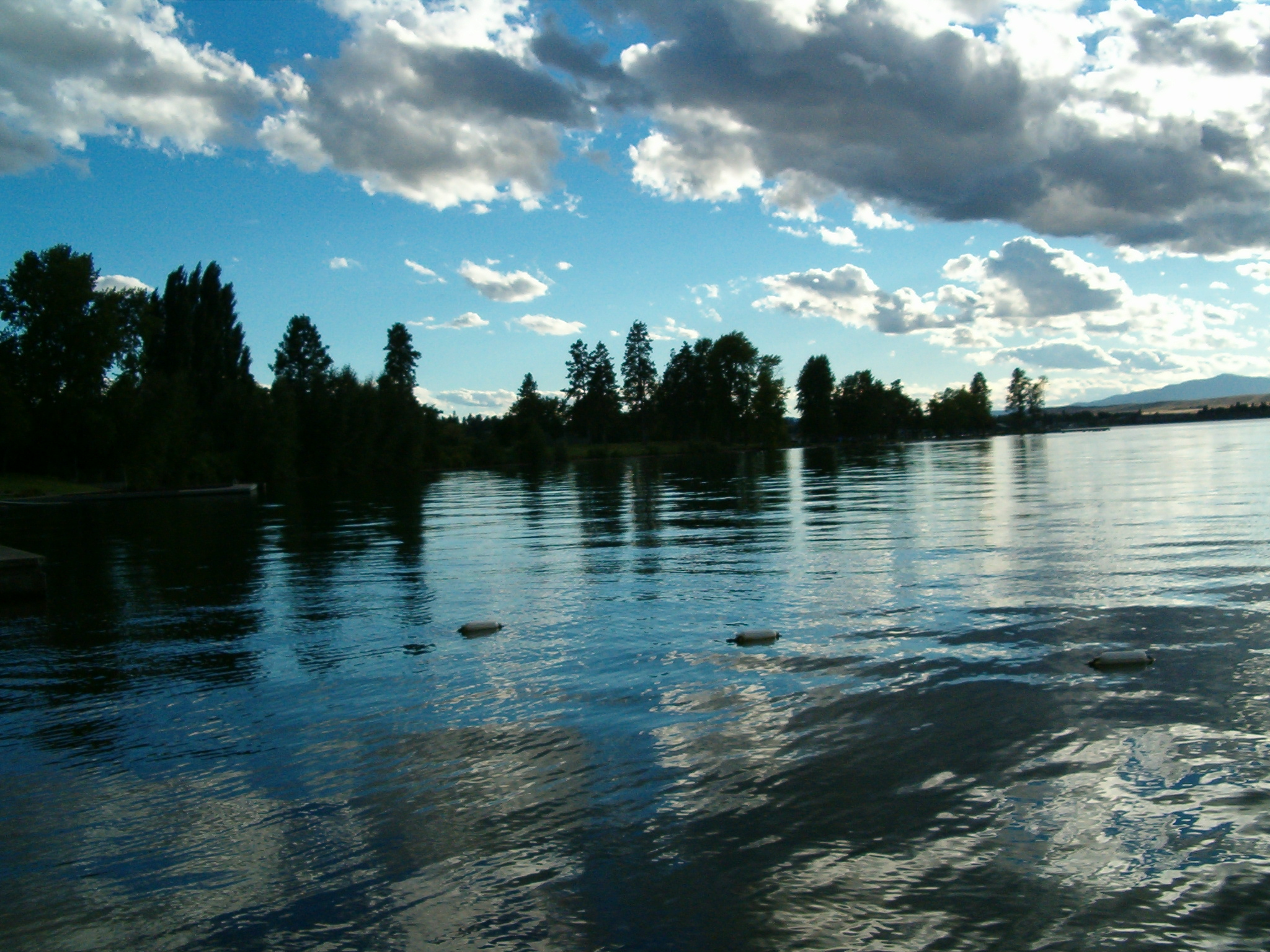
بولسون

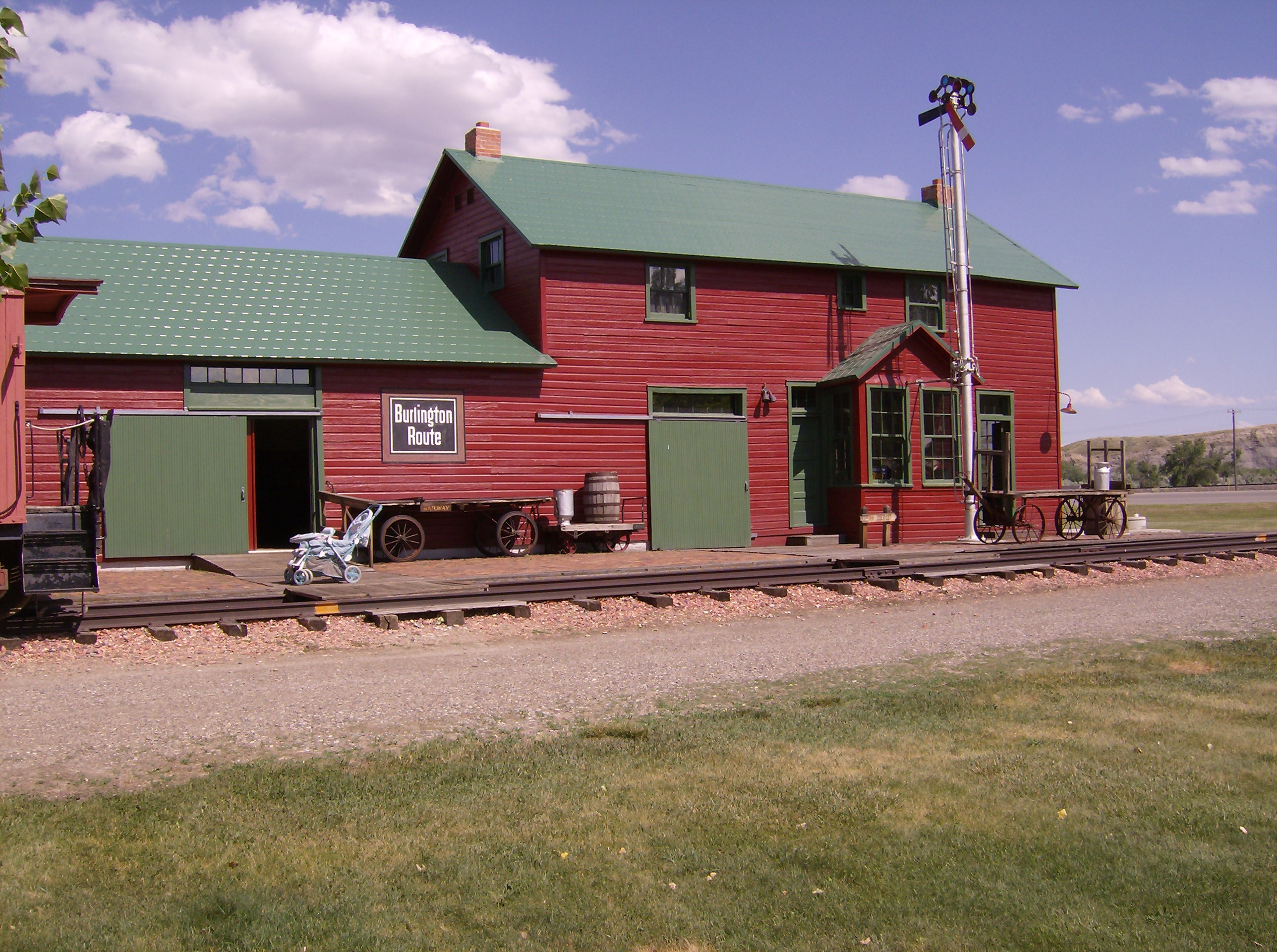
هاردن

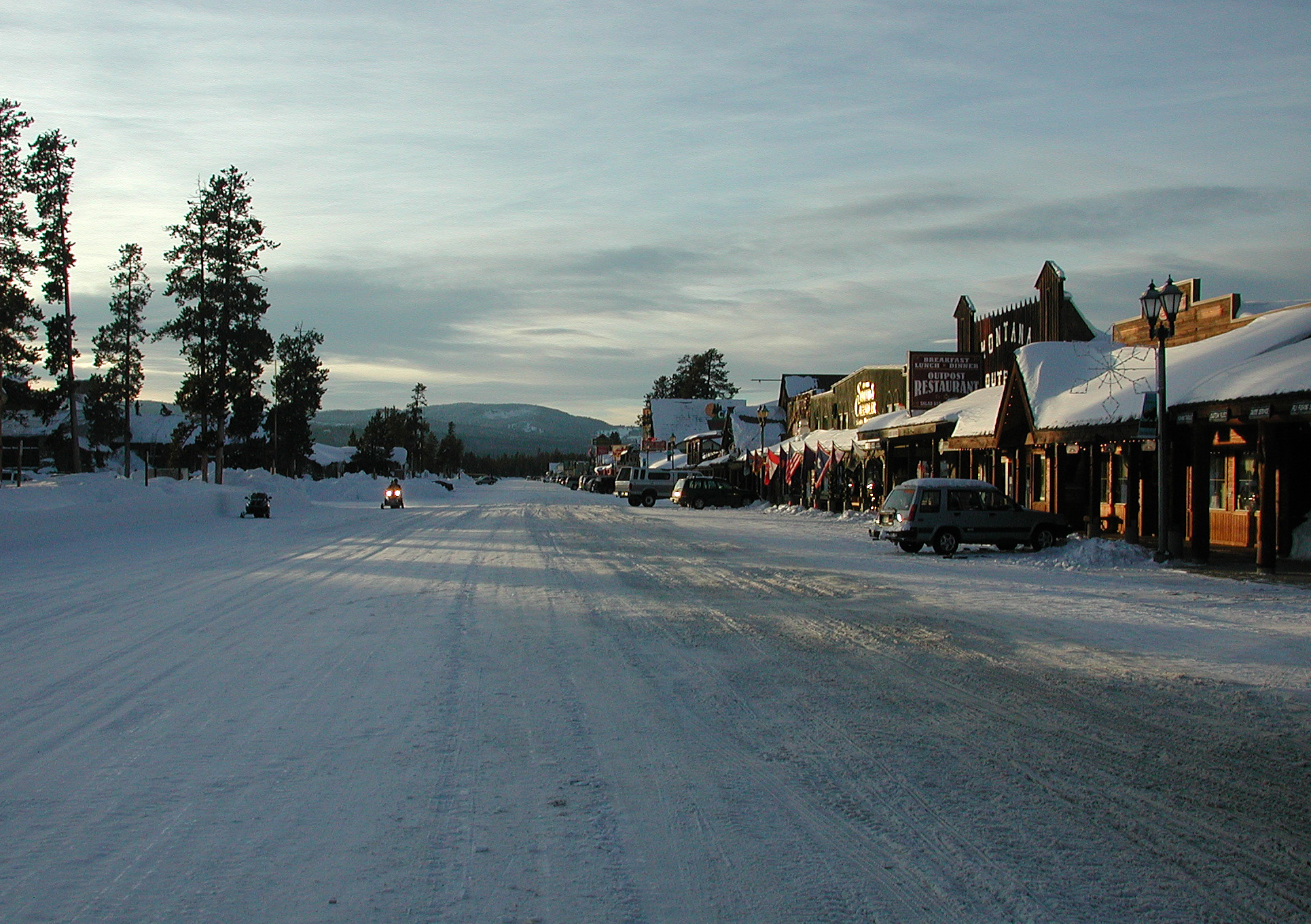
ويست يلوستون

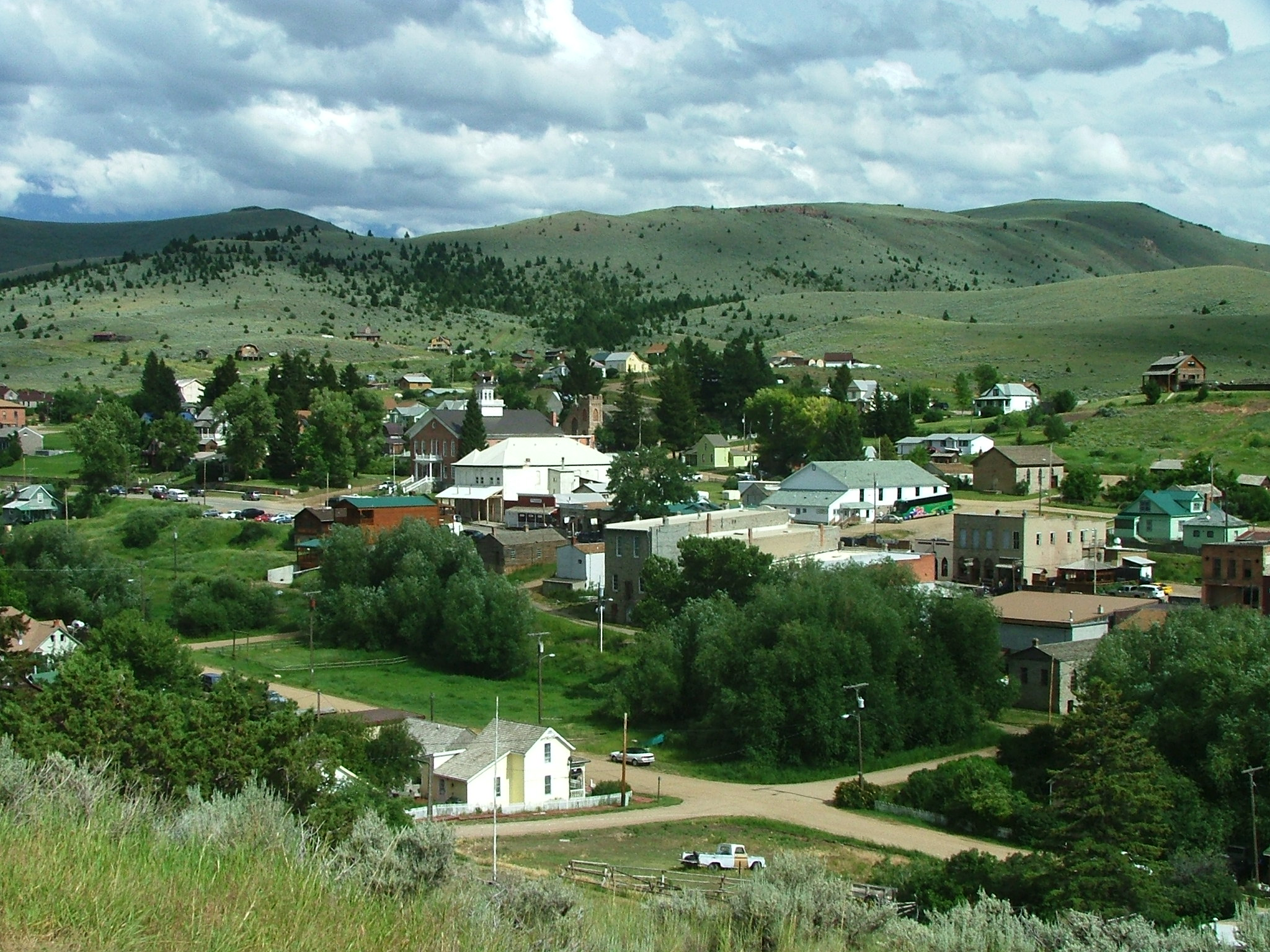
فيرجينيا سيتي

أكبر مدن مونتانا عدد السكان مبني على إحصاء 2012.
| أكبر مدن مونتانا (2013). \| ترتيب \| مدينة/بلدة \| عدد السكان \| مقاطعة \| \| ----- \| ------------------------ \| ---------- \| --------------------- \| \| 1 \| بيلينغز \| 109,059 \| مقاطعة يلوستون \| \| 2 \| ميسولا \| 69,122 \| مقاطعة ميسولا \| \| 3 \| غريت فولز \| 59,351 \| مقاطعة كاسكيد \| \| 4 \| بوزيمان \| 39,860 \| مقاطعة غلاتين \| \| 5 \| بوتي \| 33,854 \| مقاطعة سيلفير بو \| \| 6 \| هيلينا \| 29,596 \| مقاطعة لويس أند كلارك \| \| 7 \| كاليسبيل \| 20,972 \| مقاطعة فلاتهيد \| \| 8 \| هافري \| 9,771 \| مقاطعة هيل \| \| 9 \| أناكوندا \| 9,329 \| مقاطعة دير لودج \| \| 10 \| مايلز سيتي \| 8,646 \| مقاطعة كستير \| \| 11 \| بيلغراد \| 7,620 \| مقاطعة غلاتين \| \| 12 \| ليفينغستون \| 7,136 \| مقاطعة بارك \| \| 13 \| لوريل \| 7,036 \| مقاطعة يلوستون \| \| 14 \| وايتفيش \| 6,649 \| مقاطعة فلاتهيد \| \| 15 \| سيدني \| 6,253 \| مقاطعة راتشلاند \| \| 16 \| لويستاون \| 5,902 \| مقاطعة فيرغوس \| \| 17 \| غلينديف \| 5,363 \| مقاطعة داوسون \| \| 18 \| كولومبيا فولز \| 4,796 \| مقاطعة فلاتهيد \| \| 19 \| بولسون \| 4,604 \| مقاطعة ليك \| \| 20 \| هاميلتون \| 4,556 \| مقاطعة رافالي \| \| 21 \| ديلون \| 4,201 \| مقاطعة بيفيرهيد \| \| 22 \| هاردن \| 3,583 \| مقاطعة بيغ هورن \| \| 23 \| شيلبي \| 3,327 \| مقاطعة تولي \| \| 24 \| غلاسكو \| 3,319 \| مقاطعة فالي \| \| 25 \| دير لودج \| 3,118 \| مقاطعة باول \| \| 26 \| كت بانك \| 2,963 \| مقاطعة غلاسير \| \| 27 \| ليبي \| 2,668 \| مقاطعة لينكون \| \| 28 \| وولف بوينت \| 2,733 \| مقاطعة روزفلت \| \| 29 \| كونراد \| 2,581 \| مقاطعة بونديرا \| \| 30 \| كوستريب \| 2,333 \| مقاطعة روزبود \| \| 31 \| ريد لودج \| 2,155 \| مقاطعة كربون \| \| 33 \| مالطا \| 1,936 \| مقاطعة فيليبس \| \| 32 \| إيست هيلينا \| 2,043 \| مقاطعة لويس أند كلارك \| \| 34 \| كولومبوس \| 1,942 \| مقاطعة ستيلواتر \| \| 35 \| تاونسند \| 1,970 \| مقاطعة برودواتر \| \| 36 \| رونان \| 1,912 \| مقاطعة ليك \| \| 37 \| ثري فوركس، مقاطعة غلاتين \| 1,892 \| مقاطعة غلاتين \| \| 38 \| ستيفنزفيل \| 1,868 \| مقاطعة رافالي \| \| 40 \| راوندأب \| 1,867 \| مقاطعة موسيلشيل \| \| 39 \| فورسيث \| 1,887 \| مقاطعة روزبود \| \| 42 \| بيكر \| 1,827 \| مقاطعة فالون \| \| 43 \| بيغ تيمبر \| 1,624 \| مقاطعة سويت غراس \| \| 44 \| تشوتيا \| 1,668 \| مقاطعة تيتون \| \| 45 \| مانهاتن \| 1,549 \| مقاطعة غلاتين \| \| 41 \| بلينتيوود \| 1,834 \| مقاطعة شيريدان \| \| 46 \| فورت بنتون \| 1,486 \| مقاطعة تشوتيو \| \| 47 \| تومسون فولز \| 1,349 \| مقاطعة سانديرز \| \| 48 \| ويست يلوستون \| 1,308 \| مقاطعة غلاتين \| \| 49 \| شينوك \| 1,242 \| مقاطعة بلاين \| \| 50 \| بولدر \| 1,186 \| مقاطعة جيفيرسون \| \| 51 \| بلينز \| 1,074 \| مقاطعة سانديرز \| \| 52 \| وايت هول \| 1,068 \| مقاطعة جيفيرسون \| \| 53 \| يوريكا \| 1,105 \| مقاطعة لينكون \| \| 54 \| سكوبي \| 1,041 \| مقاطعة دانيلز \| \| 55 \| براونينغ \| 1,037 \| مقاطعة غلاسير \| \| 56 \| هارلوتون \| 975 \| مقاطعة ويتلاند \| \| 57 \| وايت سولفر سبرينغز \| 965 \| مقاطعة ماغير \| \| 58 \| تروي \| 962 \| مقاطعة لينكون \| \| 59 \| بينسديل \| 925 \| مقاطعة رافالي \| \| 60 \| تشيستر \| 873 \| مقاطعة ليبيرتي \| \| 61 \| سانت أغناتيوس \| 852 \| مقاطعة ليك \| \| 62 \| فيرفيو \| 939 \| مقاطعة راتشلاند \| \| 63 \| اينيس \| 853 \| مقاطعة ماديسون \| \| 64 \| فيليبسبورغ \| 844 \| مقاطعة غرانيتي \| \| 65 \| سوبريور \| 830 \| مقاطعة مينيرال \| \| 66 \| بوبلار \| 845 \| مقاطعة روزفلت \| \| 67 \| هارلم \| 838 \| مقاطعة بلاين \| \| 68 \| داربي \| 731 \| مقاطعة رافالي \| \| 69 \| كولبيرتسون \| 768 \| مقاطعة روزفلت \| \| 70 \| بريدغر \| 713 \| مقاطعة كربون \| \| 71 \| فيرفيلد \| 718 \| مقاطعة تيتون \| \| 72 \| كاسكاد \| 707 \| مقاطعة كاسكيد \| \| 73 \| ووكرفيل \| 673 \| مقاطعة سيلفير بو \| \| 74 \| شيريدان \| 651 \| مقاطعة ماديسون \| \| 75 \| سيركل \| 611 \| مقاطعة ماكوني \| \| 76 \| تيري \| 596 \| مقاطعة برايري \| \| 77 \| بيغ ساندي \| 610 \| مقاطعة تشوتيو \| \| 78 \| بيلت \| 606 \| مقاطعة كاسكيد \| \| 79 \| جوليت \| 625 \| مقاطعة كربون \| \| 80 \| ويباوكس \| 616 \| مقاطعة ويباوكس \| \| 81 \| هت سبرينغز \| 553 \| مقاطعة سانديرز \| \| 82 \| Geyser \| 527 \| مقاطعة جوديث باسين \| \| 83 \| فالير \| 508 \| مقاطعة بونديرا \| \| 84 \| برودوس \| 480 \| مقاطعة بودير ريفير \| \| 85 \| فرومبيرغ \| 435 \| مقاطعة كربون \| \| 86 \| لودج غراس \| 436 \| مقاطعة بيغ هورن \| \| 87 \| ألبرتون \| 416 \| مقاطعة مينيرال \| \| 88 \| ستانفورد \| 394 \| مقاطعة جوديث باسين \| \| 89 \| صنبورست \| 376 \| مقاطعة تولي \| \| 90 \| توين بريدج \| 382 \| مقاطعة ماديسون \| \| 91 \| جورادن \| 376 \| مقاطعة غارفيلد \| \| 92 \| إكالاكا \| 345 \| مقاطعة كارتير \| \| 93 \| دوتون \| 313 \| مقاطعة تيتون \| \| 94 \| هيشام \| 321 \| مقاطعة تريجير \| \| 95 \| دروموند \| 327 \| مقاطعة غرانيتي \| \| 96 \| ناشوا \| 293 \| مقاطعة فالي \| \| 97 \| كلايد بارك \| 291 \| مقاطعة بارك \| \| 98 \| جيرالدين \| 270 \| مقاطعة تشوتيو \| \| 99 \| بروكتون \| 266 \| مقاطعة روزفلت \| \| 100 \| دينتون \| 250 \| مقاطعة فيرغوس \| \| 101 \| ريغيت \| 238 \| مقاطعة غولدن فالي \| \| 102 \| فورت بيك \| 244 \| مقاطعة فالي \| \| 103 \| ميديسن ليك \| 237 \| مقاطعة شيريدان \| \| 104 \| ليما \| 227 \| مقاطعة بيفيرهيد \| \| 105 \| هوبسون \| 215 \| مقاطعة جوديث باسين \| \| 106 \| باينفيل \| 208 \| مقاطعة روزفلت \| \| 107 \| وينيفريد \| 208 \| مقاطعة فيرغوس \| \| 108 \| ساكو \| 197 \| مقاطعة فيليبس \| \| 109 \| مور \| 193 \| مقاطعة فيرغوس \| \| 110 \| برودفيو \| 192 \| مقاطعة يلوستون \| \| 111 \| فيرجينيا سيتي \| 190 \| مقاطعة ماديسون \| \| 112 \| لافينا \| 187 \| مقاطعة غولدن فالي \| \| 113 \| فرويد \| 185 \| مقاطعة روزفلت \| \| 114 \| وينيت \| 182 \| مقاطعة بتروليوم \| \| 115 \| ريتشي \| 177 \| مقاطعة داوسون \| \| 116 \| ويستبي \| 168 \| مقاطعة شيريدان \| \| 117 \| بليفنا \| 162 \| مقاطعة فالون \| \| 118 \| كيفن \| 154 \| مقاطعة تولي \| \| 119 \| جوديث غاب \| 126 \| مقاطعة ويتلاند \| \| 120 \| دودسون \| 124 \| مقاطعة فيليبس \| \| 121 \| هينام \| 118 \| مقاطعة هيل \| \| 122 \| غراس رانج \| 110 \| مقاطعة فيرغوس \| \| 123 \| ريكسفورد \| 105 \| مقاطعة لينكون \| \| 124 \| ميلستون \| 96 \| مقاطعة موسيلشيل \| \| 125 \| أوبهايم \| 85 \| مقاطعة فالي \| \| 126 \| بيركريك \| 79 \| مقاطعة كربون \| \| 127 \| فلاكسفيل \| 71 \| مقاطعة دانيلز \| \| 128 \| نيهارت \| 51 \| مقاطعة كاسكيد \| \| 129 \| أوتلوك \| 47 \| مقاطعة شيريدان \| \| 130 \| إيسماي \| 19 \| مقاطعة كستير \| مقر المقاطعة عاصمة الولاية l |                          |            |                       |
| ترتيب | مدينة/بلدة               | عدد السكان | مقاطعة                |
| --- | ------------------------ | ---------- | --------------------- |
| 1 | بيلينغز                  | 109,059    | مقاطعة يلوستون        |
| 2 | ميسولا                   | 69,122     | مقاطعة ميسولا         |
| 3 | غريت فولز                | 59,351     | مقاطعة كاسكيد         |
| 4 | بوزيمان                  | 39,860     | مقاطعة غلاتين         |
| 5 | بوتي                     | 33,854     | مقاطعة سيلفير بو      |
| 6 | هيلينا                   | 29,596     | مقاطعة لويس أند كلارك |
| 7 | كاليسبيل                 | 20,972     | مقاطعة فلاتهيد        |
| 8 | هافري                    | 9,771      | مقاطعة هيل            |
| 9 | أناكوندا                 | 9,329      | مقاطعة دير لودج       |
| 10 | مايلز سيتي               | 8,646      | مقاطعة كستير          |
| 11 | بيلغراد                  | 7,620      | مقاطعة غلاتين         |
| 12 | ليفينغستون               | 7,136      | مقاطعة بارك           |
| 13 | لوريل                    | 7,036      | مقاطعة يلوستون        |
| 14 | وايتفيش                  | 6,649      | مقاطعة فلاتهيد        |
| 15 | سيدني                    | 6,253      | مقاطعة راتشلاند       |
| 16 | لويستاون                 | 5,902      | مقاطعة فيرغوس         |
| 17 | غلينديف                  | 5,363      | مقاطعة داوسون         |
| 18 | كولومبيا فولز            | 4,796      | مقاطعة فلاتهيد        |
| 19 | بولسون                   | 4,604      | مقاطعة ليك            |
| 20 | هاميلتون                 | 4,556      | مقاطعة رافالي         |
| 21 | ديلون                    | 4,201      | مقاطعة بيفيرهيد       |
| 22 | هاردن                    | 3,583      | مقاطعة بيغ هورن       |
| 23 | شيلبي                    | 3,327      | مقاطعة تولي           |
| 24 | غلاسكو                   | 3,319      | مقاطعة فالي           |
| 25 | دير لودج                 | 3,118      | مقاطعة باول           |
| 26 | كت بانك                  | 2,963      | مقاطعة غلاسير         |
| 27 | ليبي                     | 2,668      | مقاطعة لينكون         |
| 28 | وولف بوينت               | 2,733      | مقاطعة روزفلت         |
| 29 | كونراد                   | 2,581      | مقاطعة بونديرا        |
| 30 | كوستريب                  | 2,333      | مقاطعة روزبود         |
| 31 | ريد لودج                 | 2,155      | مقاطعة كربون          |
| 33 | مالطا                    | 1,936      | مقاطعة فيليبس         |
| 32 | إيست هيلينا              | 2,043      | مقاطعة لويس أند كلارك |
| 34 | كولومبوس                 | 1,942      | مقاطعة ستيلواتر       |
| 35 | تاونسند                  | 1,970      | مقاطعة برودواتر       |
| 36 | رونان                    | 1,912      | مقاطعة ليك            |
| 37 | ثري فوركس، مقاطعة غلاتين | 1,892      | مقاطعة غلاتين         |
| 38 | ستيفنزفيل                | 1,868      | مقاطعة رافالي         |
| 40 | راوندأب                  | 1,867      | مقاطعة موسيلشيل       |
| 39 | فورسيث                   | 1,887      | مقاطعة روزبود         |
| 42 | بيكر                     | 1,827      | مقاطعة فالون          |
| 43 | بيغ تيمبر                | 1,624      | مقاطعة سويت غراس      |
| 44 | تشوتيا                   | 1,668      | مقاطعة تيتون          |
| 45 | مانهاتن                  | 1,549      | مقاطعة غلاتين         |
| 41 | بلينتيوود                | 1,834      | مقاطعة شيريدان        |
| 46 | فورت بنتون               | 1,486      | مقاطعة تشوتيو         |
| 47 | تومسون فولز              | 1,349      | مقاطعة سانديرز        |
| 48 | ويست يلوستون             | 1,308      | مقاطعة غلاتين         |
| 49 | شينوك                    | 1,242      | مقاطعة بلاين          |
| 50 | بولدر                    | 1,186      | مقاطعة جيفيرسون       |
| 51 | بلينز                    | 1,074      | مقاطعة سانديرز        |
| 52 | وايت هول                 | 1,068      | مقاطعة جيفيرسون       |
| 53 | يوريكا                   | 1,105      | مقاطعة لينكون         |
| 54 | سكوبي                    | 1,041      | مقاطعة دانيلز         |
| 55 | براونينغ                 | 1,037      | مقاطعة غلاسير         |
| 56 | هارلوتون                 | 975        | مقاطعة ويتلاند        |
| 57 | وايت سولفر سبرينغز       | 965        | مقاطعة ماغير          |
| 58 | تروي                     | 962        | مقاطعة لينكون         |
| 59 | بينسديل                  | 925        | مقاطعة رافالي         |
| 60 | تشيستر                   | 873        | مقاطعة ليبيرتي        |
| 61 | سانت أغناتيوس            | 852        | مقاطعة ليك            |
| 62 | فيرفيو                   | 939        | مقاطعة راتشلاند       |
| 63 | اينيس                    | 853        | مقاطعة ماديسون        |
| 64 | فيليبسبورغ               | 844        | مقاطعة غرانيتي        |
| 65 | سوبريور                  | 830        | مقاطعة مينيرال        |
| 66 | بوبلار                   | 845        | مقاطعة روزفلت         |
| 67 | هارلم                    | 838        | مقاطعة بلاين          |
| 68 | داربي                    | 731        | مقاطعة رافالي         |
| 69 | كولبيرتسون               | 768        | مقاطعة روزفلت         |
| 70 | بريدغر                   | 713        | مقاطعة كربون          |
| 71 | فيرفيلد                  | 718        | مقاطعة تيتون          |
| 72 | كاسكاد                   | 707        | مقاطعة كاسكيد         |
| 73 | ووكرفيل                  | 673        | مقاطعة سيلفير بو      |
| 74 | شيريدان                  | 651        | مقاطعة ماديسون        |
| 75 | سيركل                    | 611        | مقاطعة ماكوني         |
| 76 | تيري                     | 596        | مقاطعة برايري         |
| 77 | بيغ ساندي                | 610        | مقاطعة تشوتيو         |
| 78 | بيلت                     | 606        | مقاطعة كاسكيد         |
| 79 | جوليت                    | 625        | مقاطعة كربون          |
| 80 | ويباوكس                  | 616        | مقاطعة ويباوكس        |
| 81 | هت سبرينغز               | 553        | مقاطعة سانديرز        |
| 82 | Geyser                   | 527        | مقاطعة جوديث باسين    |
| 83 | فالير                    | 508        | مقاطعة بونديرا        |
| 84 | برودوس                   | 480        | مقاطعة بودير ريفير    |
| 85 | فرومبيرغ                 | 435        | مقاطعة كربون          |
| 86 | لودج غراس                | 436        | مقاطعة بيغ هورن       |
| 87 | ألبرتون                  | 416        | مقاطعة مينيرال        |
| 88 | ستانفورد                 | 394        | مقاطعة جوديث باسين    |
| 89 | صنبورست                  | 376        | مقاطعة تولي           |
| 90 | توين بريدج               | 382        | مقاطعة ماديسون        |
| 91 | جورادن                   | 376        | مقاطعة غارفيلد        |
| 92 | إكالاكا                  | 345        | مقاطعة كارتير         |
| 93 | دوتون                    | 313        | مقاطعة تيتون          |
| 94 | هيشام                    | 321        | مقاطعة تريجير         |
| 95 | دروموند                  | 327        | مقاطعة غرانيتي        |
| 96 | ناشوا                    | 293        | مقاطعة فالي           |
| 97 | كلايد بارك               | 291        | مقاطعة بارك           |
| 98 | جيرالدين                 | 270        | مقاطعة تشوتيو         |
| 99 | بروكتون                  | 266        | مقاطعة روزفلت         |
| 100 | دينتون                   | 250        | مقاطعة فيرغوس         |
| 101 | ريغيت                    | 238        | مقاطعة غولدن فالي     |
| 102 | فورت بيك                 | 244        | مقاطعة فالي           |
| 103 | ميديسن ليك               | 237        | مقاطعة شيريدان        |
| 104 | ليما                     | 227        | مقاطعة بيفيرهيد       |
| 105 | هوبسون                   | 215        | مقاطعة جوديث باسين    |
| 106 | باينفيل                  | 208        | مقاطعة روزفلت         |
| 107 | وينيفريد                 | 208        | مقاطعة فيرغوس         |
| 108 | ساكو                     | 197        | مقاطعة فيليبس         |
| 109 | مور                      | 193        | مقاطعة فيرغوس         |
| 110 | برودفيو                  | 192        | مقاطعة يلوستون        |
| 111 | فيرجينيا سيتي            | 190        | مقاطعة ماديسون        |
| 112 | لافينا                   | 187        | مقاطعة غولدن فالي     |
| 113 | فرويد                    | 185        | مقاطعة روزفلت         |
| 114 | وينيت                    | 182        | مقاطعة بتروليوم       |
| 115 | ريتشي                    | 177        | مقاطعة داوسون         |
| 116 | ويستبي                   | 168        | مقاطعة شيريدان        |
| 117 | بليفنا                   | 162        | مقاطعة فالون          |
| 118 | كيفن                     | 154        | مقاطعة تولي           |
| 119 | جوديث غاب                | 126        | مقاطعة ويتلاند        |
| 120 | دودسون                   | 124        | مقاطعة فيليبس         |
| 121 | هينام                    | 118        | مقاطعة هيل            |
| 122 | غراس رانج                | 110        | مقاطعة فيرغوس         |
| 123 | ريكسفورد                 | 105        | مقاطعة لينكون         |
| 124 | ميلستون                  | 96         | مقاطعة موسيلشيل       |
| 125 | أوبهايم                  | 85         | مقاطعة فالي           |
| 126 | بيركريك                  | 79         | مقاطعة كربون          |
| 127 | فلاكسفيل                 | 71         | مقاطعة دانيلز         |
| 128 | نيهارت                   | 51         | مقاطعة كاسكيد         |
| 129 | أوتلوك                   | 47         | مقاطعة شيريدان        |
| 130 | إيسماي                   | 19         | مقاطعة كستير          |

## معرض صور

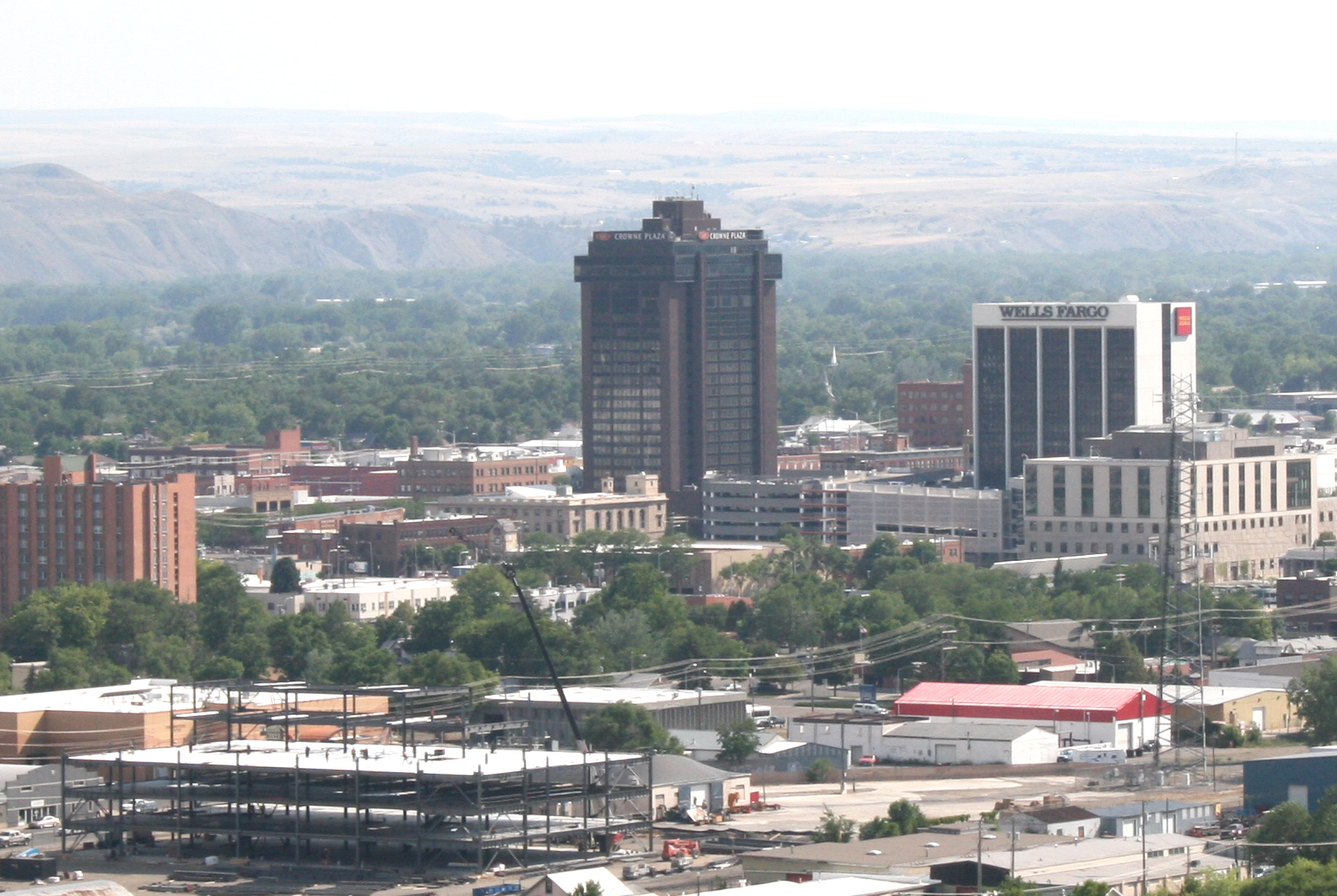
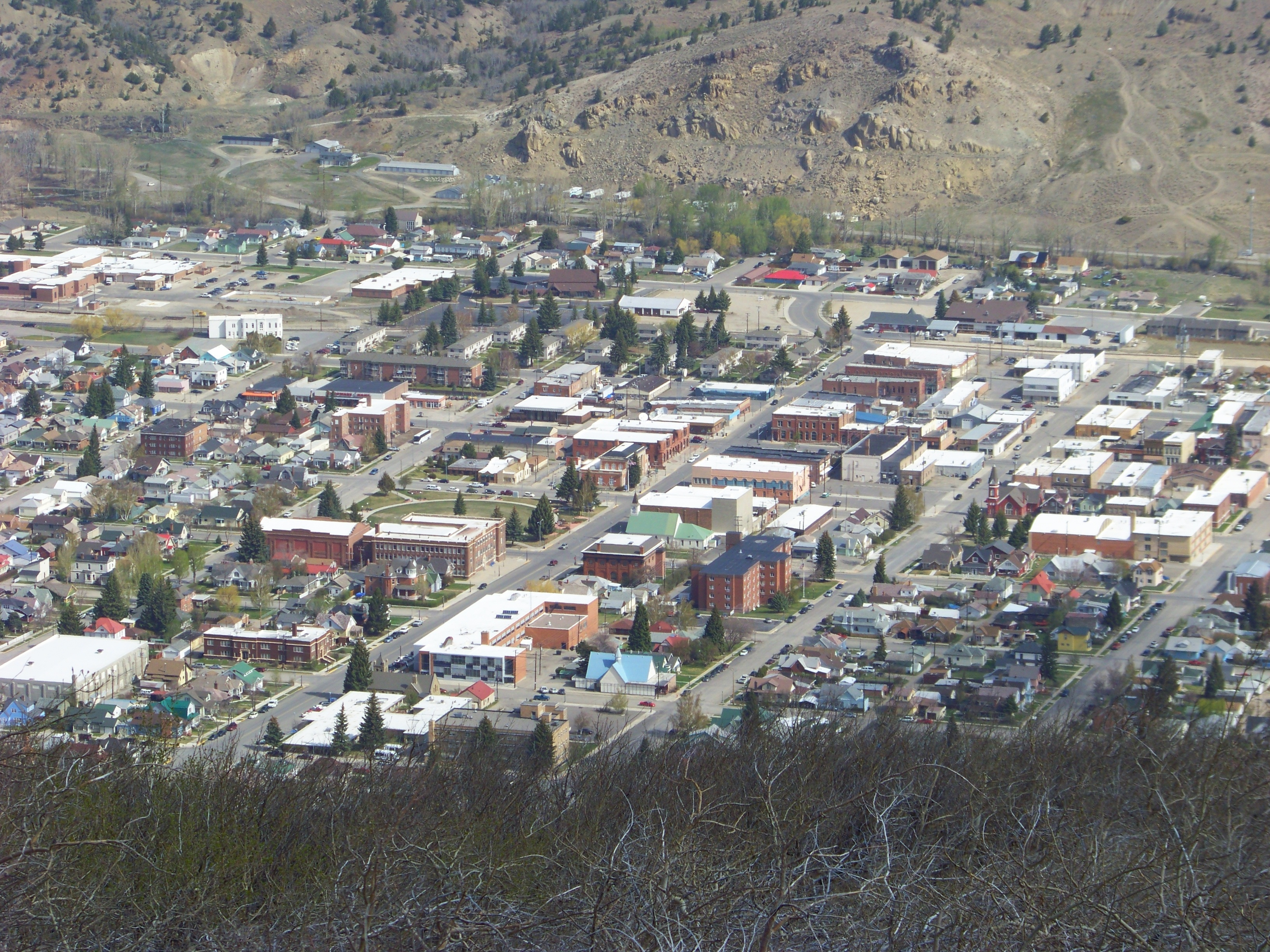
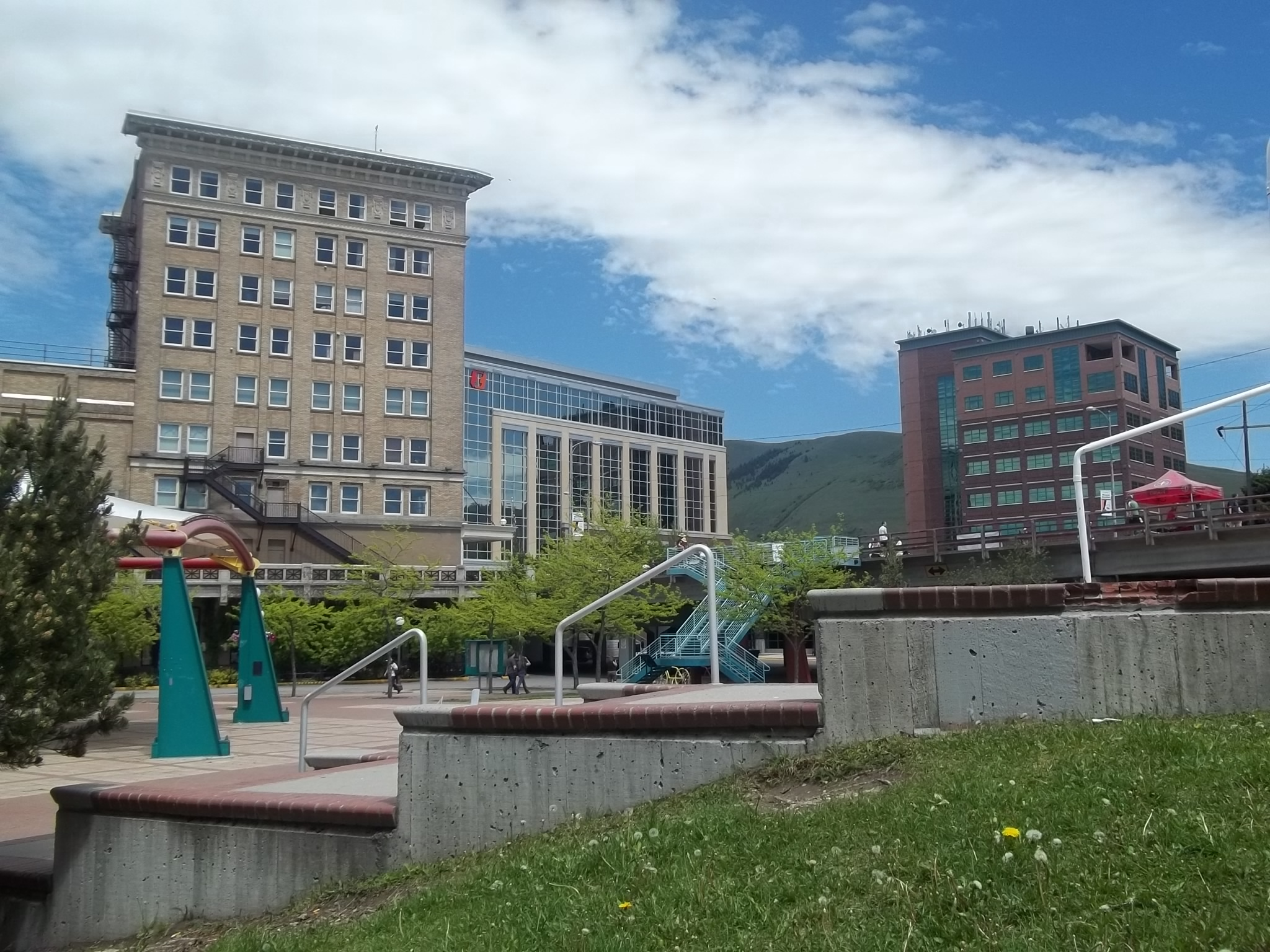
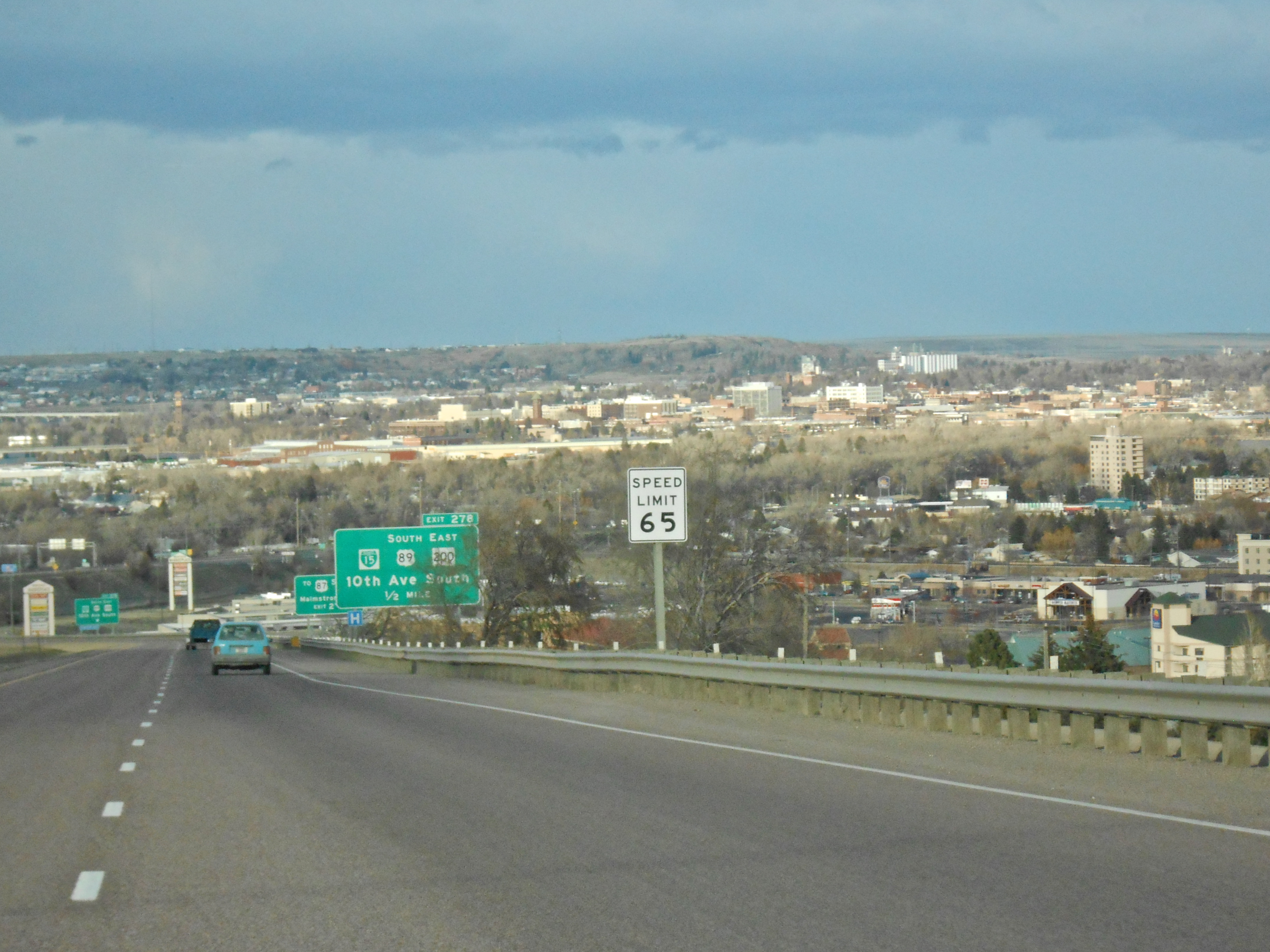